# 東敦子
東 敦子（あずま あつこ、1936年（昭和11年）12月11日 - 1999年（平成11年）12月25日）は、日本の声楽家（ソプラノ歌手）、オペラ歌手、音楽教育者。プリマドンナとして世界の一流の歌劇場で活躍した。本名は、二田原 敦子（にたはら あつこ）。

## 人物
大阪府吹田市出身。1959年（昭和34年）東京藝術大学卒業。1961年（昭和36年）同大学専攻科修了。四家文子に師事。1961年（昭和36年）イタリアに留学してエットレ・カンポガリアーニに師事。1964年（昭和39年）パルマ音楽院を首席で卒業。
1963年（昭和38年）レッジョ・エミリア市立歌劇場でマスカーニ『友人フリッツ』でデビュー。ミラノに居を構え、1967年（昭和42年）ベルリン・ドイツ・オペラにプッチーニ『蝶々夫人』でデビュー。1971年（昭和46年）ウィーン国立歌劇場に『蝶々夫人』で出演（日本人で初めて）。その成功により翌1972年（昭和47年）ニューヨークのメトロポリタン歌劇場にデビューし、世界の檜舞台でプリマドンナとして確固たる地位を築いた。1978年（昭和53年）にはボリショイ劇場でプッチーニ『蝶々夫人』のタイトルロール（日本人で初めて）。ほかにもバイエルン国立歌劇場、ハンブルク国立歌劇場、プラハ国立歌劇場、モンテカルロ王立歌劇場、ブエノスアイレスのテアトロ・コロン、ベルリン国立歌劇場、ドレスデン国立歌劇場など20余国、90の歌劇場でプリマドンナとして活躍。蝶々さんは世界一といわれ、20数ヶ国で約500回主演し、「バタフライ・アズマ」とも呼ばれたという。この間、日本にたびたび一時帰国し、1968年（昭和43年）に藤原歌劇団でヴェルディ『椿姫』ヴィオレッタ、1973年（昭和48年）に佐々木忠次の招聘・制作により『蝶々夫人』、1977年（昭和52年）に再び藤原歌劇団で『椿姫』ヴィオレッタで主演している。
1978年（昭和53年）以後、日本に本拠を移し、NBS日本舞台芸術振興会に所属。藤原歌劇団を主舞台にして『ボエーム』『蝶々夫人』『椿姫』『トスカ』などに出演。全て主役である。1980年（昭和55年）アキレ・ペーリ国際音楽コンクールに東敦子賞が設けられた。1987年（昭和62年）1月オペラ界から引退、以後は歌曲公演やテレビ出演のほか、後進の指導にあたる。同年新進声楽家育成のためグローバル東敦子賞が創設された。
音楽教育者としては、東京音楽大学教授（死去時は客員教授）、玉川大学客員教授、東京藝術大学非常勤講師、 大分県立芸術短期大学非常勤講師を務めた。門下生に佐野成宏、斉田正子、池田理代子などがいる。
晩年はがんを患い、1999年（平成11年）12月25日未明に心不全で死去。63歳没。

## 家族
夫は彫刻家の二田原英二。甥に落語家の林家染雀がいる。

## 主な受賞歴
- 1962年 ビオッティ国際音楽コンクール声楽部門第2位[1]
- 1962年 アキレ・ペーリ国際音楽コンクール声楽部門第1位[1]
- 1963年 フランチェスコ・パウロ・ネリア国際音楽コンクール声楽部門第1位[1]
- 1963年 トゥールーズ市国際音楽コンクール声楽部門第2位[1]
- 1979年 第21回毎日芸術賞[1]
- 1984年度 ジロー・オペラ賞大賞[12]
- 1985年 第15回モービル音楽賞[1]
- 1991年 第47回1990年度日本芸術院賞[1]
- 1996年 飛騨古川音楽大賞[1]

## 日本でのオペラ出演歴
昭和音楽大学オペラ情報センターの記録による。
- 1968年7 - 8月、藤原歌劇団・ヴェルディ『椿姫』ヴィオレッタ
- 1973年4月、読売新聞社・プッチーニ『蝶々夫人』蝶々夫人
- 1977年1月、藤原歌劇団・ヴェルディ『椿姫』ヴィオレッタ
- 1979年10月、コスモポリターナ歌劇・ヴェルディ『ドン・カルロ』エリザベッタ・ディ・ヴァロワ
- 1980年7月、長門美保歌劇団・レオンカヴァッロ『パリアッチ（道化師）』ネッダ
- 1980年2月、藤原歌劇団・プッチーニ『ボエーム』ミミ
- 1980年3月、藤原歌劇団・ビゼー『真珠採り』レイラ
- 1981年7月、藤原歌劇団・プッチーニ『蝶々夫人』蝶々夫人
- 1981年12月、日本楽劇協会・山田耕筰『香妃』香妃
- 1982年2月、藤原歌劇団・ヴェルディ『椿姫』ヴィオレッタ
- 1983年2月、藤原歌劇団・プッチーニ『トスカ』トスカ
- 1984年2月、藤原歌劇団・プッチーニ『蝶々夫人』蝶々夫人
- 1984年9月、藤原歌劇団・プッチーニ『トスカ』トスカ
- 1985年8月、欧州音楽年日本実行委員会・マスカーニ『イリス』（日本初演）イリス
- 1986年11月、藤原歌劇団・プッチーニ『妖精ヴィッリ』（日本初演）アンナ

## 主な楽界・社会活動等
- 日伊協会評議員[10]
- 日伊音楽協会理事[10]

## 展覧会
2000年11 - 12月、玉川大学に寄贈された遺品により「プリマドンナ東敦子の世界展」が開催された。

## 著書
- 『ベルカントヴォカリッツィ - やさしい発声トレーニング -  (CDブック) 楽譜』東敦子著、島茂雄著（学研マーケティング、1998/12/10）ISBN 978-4051515102
- 『ふり向けば恵みの軌跡 東敦子自伝』（女子パウロ会、2000/1/1）ISBN 978-4789605168
- 『ある晴れた日に オペラとともに生きて』（平凡社、2000/4/1）ISBN 978-4582824339

## ディスコグラフィ
- CD『東敦子 イタリア名歌集』（ユニバーサルミュージック）
- CD『東敦子の日本歌曲』（フォンテック、1990/2/25）
- CD『東敦子の日本歌曲』（フォンテック、2002/8/15）
- CD『プッチーニ：オペラハイライト』東敦子、松本幸三、森山俊吾：指揮、大阪CMCアカデミア管弦楽団（フォンテック (FOCD 3124)1991/03/25）
- CD『オペラ・アリア集』ミラノ・フィルハーモニー管弦楽団（コロムビアミュージックエンタテインメント、2008/7/23）
- CD『アヴェ・マリア集/東敦子』荒谷俊治：指揮、J.モルナール：ハープ、高浜知左、東京リーダーターフェル1925、東京コールフェライン（サンパウロ、1995/4/1）
- CD『東敦子の日本歌曲 2 高田三郎・山田耕筰歌曲集』高田江里、谷池重紬子（フォンテック、1996/10/25）
- CD『東敦子 マランゴーナの舟歌：プッチーニ、サデーロ歌曲集』ピアノ伴奏：谷池重紬子（フォンテック (FOCD 3185) 1993/12/10）
- CD『イタリア歌曲を歌う』三浦洋一（日本コロムビア、2018/2/22）
- CD『なつかしき愛の歌-もう一つの日本歌曲 - 堀内敬三の名訳詞による欧米名歌集』谷池重紬子（メディアリング、1995/9/25）
- CD『ツレうつクラシック』オムニバス（コロムビアミュージックエンタテインメント、2010/8/18）
- 「小倉百人一首 をうたう『伊能美智子・歌曲集』『伊能美智子・歌曲集2』より」柳下正明 ：共演、高宮俊介 ：朗読（音楽之友社、1994）
- CD『歌曲集小倉百人一首、モノ・オペラ マクベス MIK 30周年記念 伊能美智子作品集』佐藤征一郎 ：共演（収録: 1992年6月、 1994年6月）（S-TWO Corporation、2004）
- CD『栄光のプリマ・ドンナ - 東敦子オペラ・アリア集』ミラノ・フィルハーモニー管弦楽団（コロムビアミュージックエンタテインメント 2008/7/23）
- DVD「東敦子オペラ『蝶々夫人』」1973年4月16日 東京文化会館 ライヴ、NBS日本舞台芸術振興会（1000枚限定販売）[13]